# کشاما
کشاما (سانسکریت: क्षमा , kṣamā) کلمه ای سانسکریت است که به عملکرد در حال مربوط می‌شود. مک‌دونل آن را صبر، بردباری می‌داند. کشاما همچنین به معنای عفو و بخشش است.
مفهوم کشاما یکی از ده Yamas یا محدودیت‌ها است که در متون مقدس متعددی از جمله Varaha Upanishad, Shandilya و هاتا یوگا پرادیپیکا توسط Gorakshanatha مدون شده‌است.